# Jonatan Sersam
Jonatan Sersam, född 1986 i Lövestad, är en svensk tonsättare och pianist, verksam i Malmö.  Hans musik har framförts av Malmö Symfoniorkester,    Helsingborgs Symfoniorkester, ensemble ICTUS, Schallfeld Ensemble, Ensemble Zeitfluss, Ensemble FontanaMix, Norrköpings Symfoniorkester, Swedish Wind Ensemble, Marco Fusi, Kreutzer Quartet bland andra. Sersam tilldelades Saltöstftelsens Tonsättarstipendium 2023 för sitt verk Presencia de Sombra för viola da gamba, cello och sopran.

## Biografi
Jonatan Sersam växte upp i Lövestad och började sina musikstudier 2007 för Per-Ingvar Reuter i Helsingborg, med fokus på kontrapunkt och orkestrering.  Sersam har studerat komposition vid Musikhögskolan i Malmö 2009-2017, konservatoriet i Bologna samt Kunstuniversität Graz, där han haft lärare såsom Luca Francesconi, Francesco Carluccio och Beat Furrer

## Samarbeten och projekt
Sersam är medgrundare till tonsättarkollektivet Hertzbreakerz och har varit konstnärlig ledare för Sound Spaces Festival sedan 2018. Han är även aktiv i Ars Nova Ensemble i Malmö.

## Priser och utmärkelser
År 2023 tilldelades han Stiftelsen Saltös Järnåkerstipendium för verket Presencia de Sombra (2022), skrivet för viola da gamba, cello och sopran. Juryns motivering löd:
”I ’Presencia de Sombra’ utforskar tonsättaren en både tvetydig och skuggig terräng med ett såväl sensibelt som kompromisslöst handlag. Lyssnaren bjuds in att slå följe genom ett färgrikt och transparent landskap.”
År 2025 tilldelades han Carin Malmlöf-Forsslings pris med motiveringen: 
"För ett mångsidigt konstnärskap, fyllt av upptäckarglädje och vitalitet. Sersam skapar en musik där struktur och fantasi går hand i hand och som sveper med sig lyssnaren i ett aldrig stillnande flöde.” 

## Verk (urval)
- Ein straum av ord för blandad kör med texter av Eldrid Lunden (2025)
- Rain Heart Hammer (2024)
- Presencia de Sombra (2022)
- Beyond Lust (2022)
- Gnistor för symfoniorkester (2018)